# Munneurycope hadalis
Munneurycope hadalis là một loài chân đều trong họ Munnopsidae. Loài này được Ayodogan, Waegele & Park miêu tả khoa học năm 2000.